# Orthotomus cinereiceps
El sastrecillo orejiblanco (Orthotomus cinereiceps) es una especie de ave paseriforme de la familia Cisticolidae endémica del sur de Filipinas.

## Distribución y hábitat
Se encuentra únicamente en el oeste de la isla de Mindanao (en la península de Zamboanga e inmediaciones) y Basilán. Su hábitat natural son los bosques húmedos tropicales de tierras bajas.